# 좋은 기업을 넘어 위대한 기업으로
《좋은 기업을 넘어 위대한 기업으로》(Good to Great: Why Some Companies Make Leap... and Others Don't)는 짐 콜린스의 경영서로서 기업이 어떻게 좋은 기업에서 위대한 기업으로 전환되는지, 그리고 대부분의 기업이 전환에 실패하는 방법을 설명한다. 이 책은 400만 부가 팔린 베스트셀러였으며 기존의 비즈니스 서적 독자를 훨씬 뛰어 넘었다. 이 책은 2001년 10월 16일에 출판되었다.
"위대함"은 지속적인 기간 동안 시장 평균보다 몇 배 더 나은 재무 성과를 달성하는 회사에 의해 Collins에 의해 정의된다.
Collins와 그의 연구팀은 우수한 기업에서 위대한 기업으로의 전환을 달성하고 적어도 15년 동안 그 성과를 유지한 일련의 엘리트 기업을 식별했다.
Collins는 좋은 기업에서 위대한 기업으로 도약한 기업의 몇 가지 핵심 특성을 확인했다.
1. 5단계 리더십: 겸손하지만 회사를 위해 최선을 다하는 리더.
2. 먼저 누가, 그다음에: 버스에 적합한 사람들을 태운 다음 어디로 갈지 알아내십시오. 적합한 사람을 찾아 버스의 다른 자리(회사의 다른 위치)에서 시험해 보십시오.
3. 잔혹한 사실에 맞서라: 스톡데일의 역설 - 상황의 잔혹한 진실에 맞서면서도 동시에 희망을 절대 포기하지 마십시오.
4. 고슴도치 개념: 세 개의 겹치는 원: 무엇이 당신의 불을 밝히나("열정")? 당신이 세계에서 가장 잘할 수 있는 것은 무엇인가("최고")? 당신에게 돈을 버는 것은 무엇인가("추진 자원")?
5. 규율의 문화: 코티지 치즈를 헹구기.
6. 기술 가속기: 고슴도치 개념의 세 가지 범위 내에서 기술을 사용하여 성장을 가속화한다.
7. 플라이휠: 많은 작은 계획의 추가 효과. 그들은 복리처럼 서로에게 작용한다.

1. ↑  Bryant, Adam (2009년 5월 23일). “For This Guru, No Question Is Too Big”. 《New York Times》.